# 칼레발라
『칼레발라』(핀란드어: Kalevala)는 핀란드의 국민서사시로, 엘리아스 뢴로트가 1828년부터 수집하기 시작한 핀란드와 카리알라의 민담들을 집대성한 것이다. 1835년 초판본을 『고 칼레발라』(핀란드어: Vanha Kalevala 반하 칼레발라[*]), 1849년 재간본을 『신 칼레발라』(핀란드어: Uusi Kalevala 우시 칼레발라[*])라고 한다.
『칼레발라』의 시들을 칼레발라시라고 한다. 칼레발라시는 칼레발라율이라는 운율을 따르는 시작법으로서, 핀어군에서 구전되어왔다. 뢴로트는 각지에서 이런 칼레발라시들을 채록・수집하여 편집・교정을 가했으며 맥락에 따라 재배치하여 『칼레발라』를 편저해냈다.
『칼레발라』는 혼돈으로부터 세계가 태어난 창세신화로 시작된다. 그리고 칼레발라인들과 포흐욜라인들 사이의 대립을 중심으로 여러 주인공들과 모험, 복수, 삼포의 제작과 분실 같은 이야기들을 다룬다. 마지막에는 기독교가 칼레발라의 땅에 전해지면서 현자 배이내뫼이넨이 칼레발라의 땅을 떠나는 것으로 끝난다.
『칼레발라』는 핀란드 사회에서 중심적인 상징성을 가진다. 이 작품은 핀인의 민족서사시이며, 핀란드 국민문화의 시금석이자 이정표 역할을 해왔다. 핀란드 사상사와 국민문화 형성에서 『칼레발라』가 미친 영향과 비중은 국제적으로도 유례를 찾기 힘들다.

## 역사

### 칼레발라시의 기원
핀족 원주민들은 기원전 1000년-기원전 500년 사이의 문화혁명으로 특유의 시가법을 만들었으리라 여겨진다. 두운과 대구가 특징적인 이 4음보 강약격을 오늘날 칼레발라율이라고 일컫는다.
핀란드 고(古)민속시는 시대에 따라 다양한 층위가 있다. 가장 오래된 시가들은 천지와 문명의 창조에 관한 신화시들이다. 이런 서술시들의 주인공은 대개 강력한 음유시인 또는 티에태얘(현자)이며, 지식을 추구하여 망자들의 세계를 찾아가거나 한다. 또 바다 건너 외국으로 모험을 가는 영웅들의 노래도 있다.  또한 개인의 감정을 노래한 서정시, 카르훈페이야이세트 등 의례에 사용되는 의례시, 주술용 주문시 같은 것들이 있었다.
칼레발라율을 따르는 이 칼레발라시들의 기원에 관해서는 동부설과 서부설이 강하게 대립해왔다. 뢴로트 본인은 『신 칼레발라』 서문에서 이 시들이 백해 서해안 "페르미아"에서 유래했다고 썼다. 그 뒤 카리알라 기원설이 댜수설이다가 수십년 뒤 악셀 보레니우스가 서부기원설을 들고 나오면서 논쟁이 시작되었다. 오늘날에는 칼레발라시가 서부와 동부의 시가 전통이 함께 성립시킨 것이라고 이해가 이루어지고 있다.
마티 푈래와 마티 악셀리 쿠시는 칼레발라시 가운데 상당 부분이 포흐얀마 및 사보 지역에서 카리알라로 이주한 사람들과 함께 카리알라로 유입되었을 것이라는 설을 제기했다. 또한 푈래는 이렇게 서부 핀란드에서 유입된 사람들 가운데, 기독교의 전래로 인해 마법사 따위로 몰린 티에태얘 일족들이 있었을 수 있다는 주장까지 나아갔다. 푈래에 따르면 백카리알라 지역에 축적된 시가의 뿌리는 카이누와 북포흐얀마이고, 카리알라와 사보에서도 어느 정도 영향을 받았을 것이라 한다.
16세기 종교개혁 이후 루터교회가 이교도의 노래를 부르는 것을 금하고, 동시에 유럽의 시문학이 수입되어 확산되면서 핀란드에서 칼레발라시의 사용은 서서히 사라져갔고, 채록된 당대에 이르면 이 전통이 살아있던 곳은 백해 연안의 백카리알라 뿐이었다.

## 같이 보기
- 핀란드 신화
- 칼레바